# Lange Vijverberg
De Lange Vijverberg is een straat in het centrum van Den Haag, en loopt langs de rechthoekige Hofvijver. Aan de andere kant van de Hofvijver liggen het Binnenhof en het Mauritshuis. Aan de korte kant van de Hofvijver ligt de Korte Vijverberg.

## Geschiedenis
Toen graaf Floris IV van Holland rond 1230 een kasteeltje in Den Haag wilde hebben, werd de donjon op een eilandje in een duinmeertje gebouwd. Vers water was heel belangrijk. Tientallen jaren later werd het meertje groter gemaakt. Het zand werd op de zijkant gegooid, en dit werd de Vijverberg. De naam komt al in 1374 voor.

De donjon groeide in de loop der eeuwen uit tot het huidige Binnenhof. Daaromheen lag het ommuurde Buitenhof, de toegang was bij de Gevangenpoort. Aan de Hofvijver woonden mensen die dicht bij het Hof wilden wonen. Reizigers die uit Leiden kwamen, reden met hun koetsen of paarden over de Vijverberg naar de toegangspoort van het Buitenhof.

## 17e eeuw

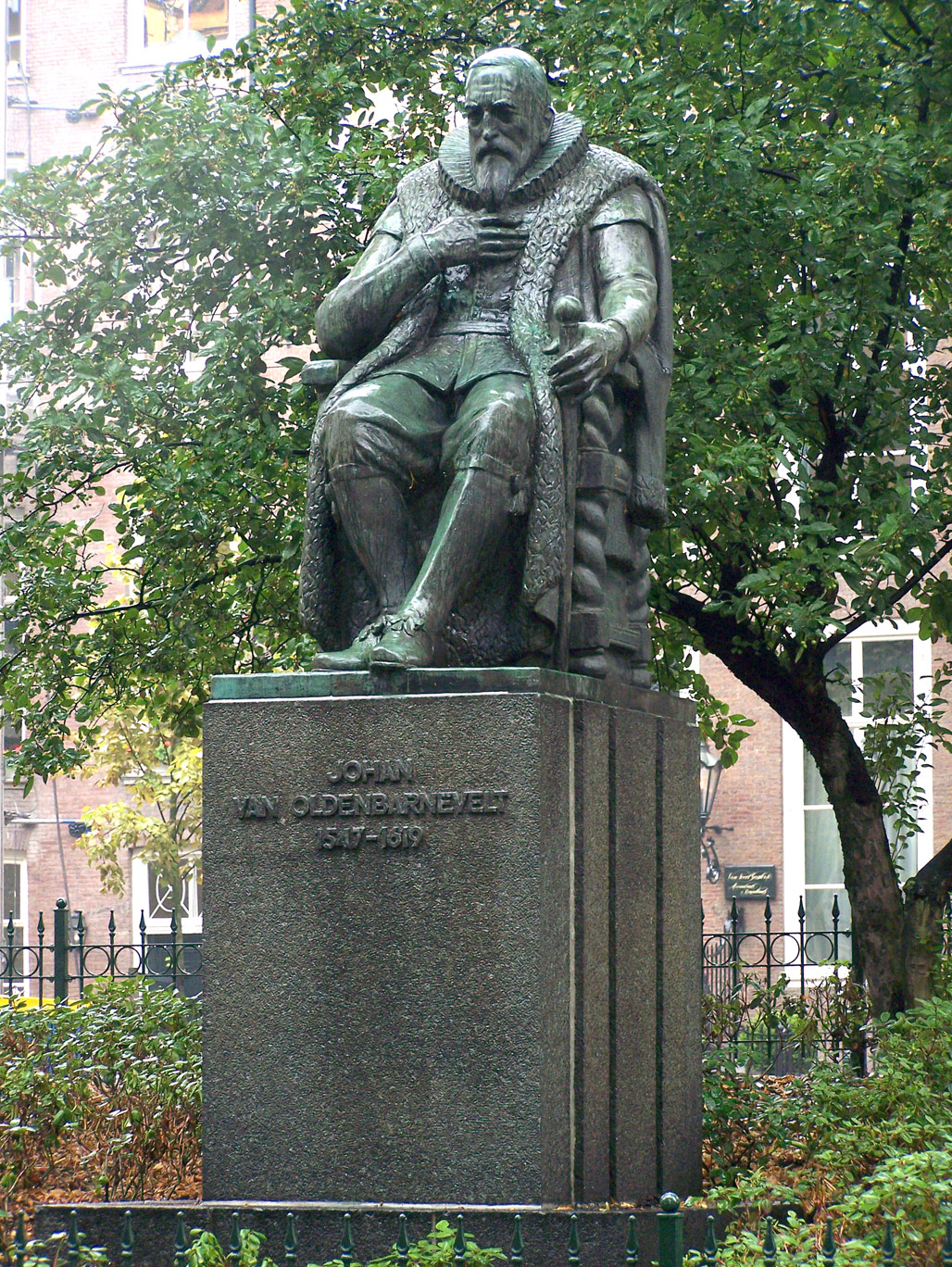
Johan van Oldenbarnevelt

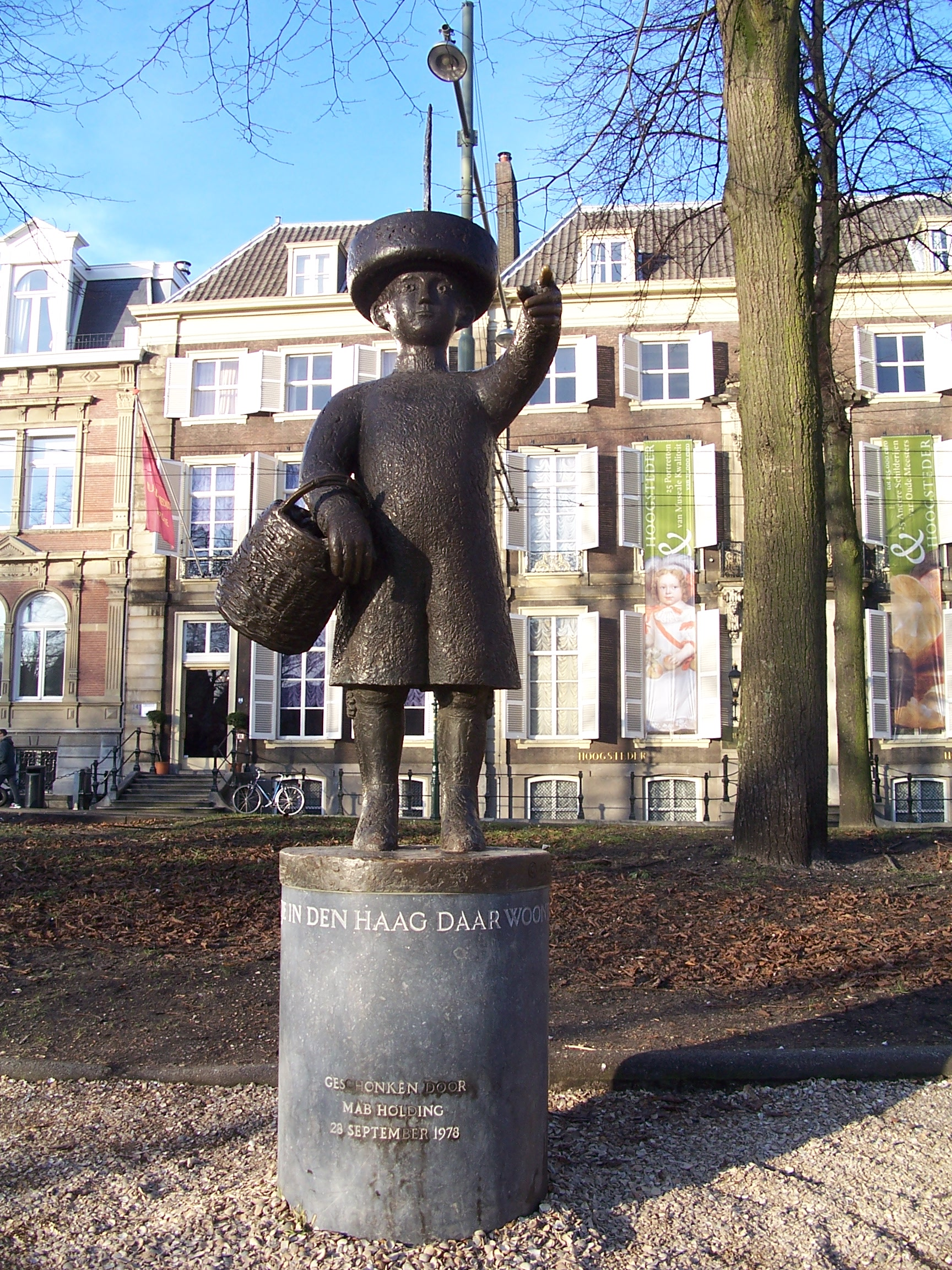
Jantje uit het kinderliedje

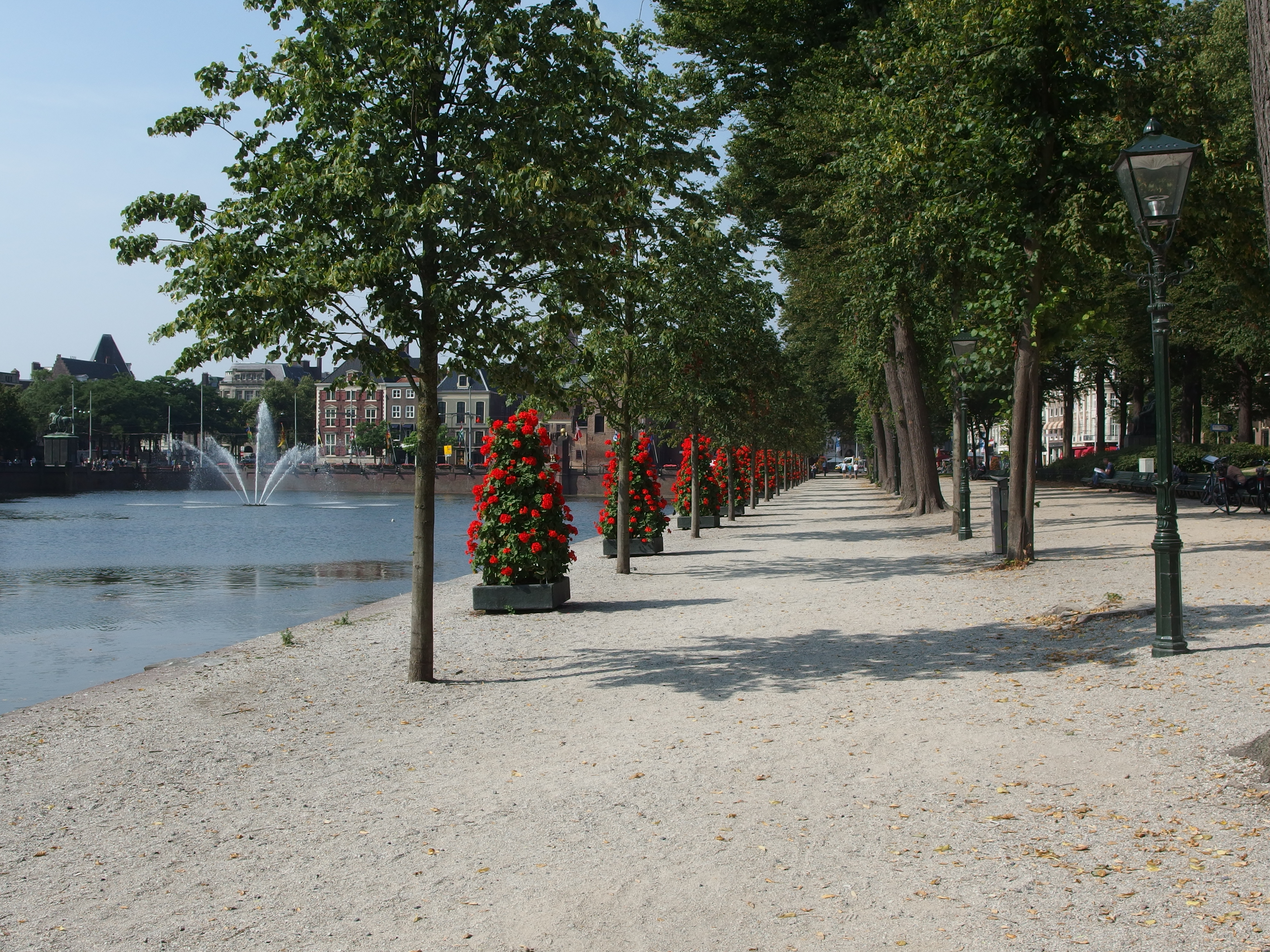
Het schelpenpad van de Lange Vijverberg langs de Hofvijver, in de zomer

Pas in de 17e eeuw werd langs de Hofvijver een kade aangelegd. Rijke families bouwden stadspaleizen langs de Lange Vijverberg, meestal met tuinen ervoor. De huizen stonden sindsdien dus niet meer langs het water. 
 Voor een deel bestaan deze huizen nog, maar de meeste zijn vervangen in de 18e en 19e eeuw. Zo hadden de Stadhouders van Friesland hun paleis waar sinds 1775 drie panden (nr.14-16, nu Bredius Museum) van Pieter de Swart staan.

## Galgen
Als mensen ter dood werden veroordeeld, werden ze net buiten het Buitenhof, aan het begin van de Vijverberg, opgehangen. Daar kwam verandering in toen er rijke mensen kwamen wonen die eisten dat de Galgen (het schavot) bij de Gevangenpoort (het zogenaamde "Groene Zoodje") zou verdwijnen. Dit gebeurde in 1719.

## 19de eeuw
Van 1811 - 1813 werd de Vijverberg de Cour de l'Imperatrice (de Keizerinnelaan) genoemd. Al snel werd het een plaats waar vooral homoseksuelen en hoeren kwamen, zoals ook op het Lange Voorhout, en werd de oude naam in ere hersteld.

## Standbeelden
Aan de Lange Vijverberg staan ongeveer 100 bomen. Daartussen staan twee standbeelden. Het ene standbeeld, gemaakt door beeldhouwer Oswald Wenckebach, stelt Johan van Oldenbarnevelt voor, het andere, van Ivo Coljé, Jantje, uit het bekende kinderliedje, waarvan wel beweerd wordt, dat hiermee de laatste graaf van Holland, graaf Jan I, de zoon van Floris V van Holland, bedoeld wordt:
In Den Haag, daar woont een graaf, en zijn zoon heet Jantje,
Als je vraagt waar woont je Pa, dan wijst hij met zijn handje.
Met zijn vingertje en zijn duim, op zijn hoed draagt hij een pluim,
aan zijn arm een mandje, "dag!" mijn lieve Jantje.
In 1981 hadden vandalen de pluim van de hoed verwijderd. In 1999 nam de Stichting Binnenstad Den Haag het initiatief om 'Jantje' een nieuwe pluim op zijn hoed te geven. Louise Engering, wethouder cultuur en financiën, onthulde deze nieuwe pluim.

## Afbeeldingen
Aan de Lange Vijverberg  liggen 17 panden: huisnummer 1 tot en met 16 en Lange Vijverberg 20. Nummer 1 ligt aan de kant van de Kneuterdijk, nummer 20 aan de kant van het Lange Voorhout.

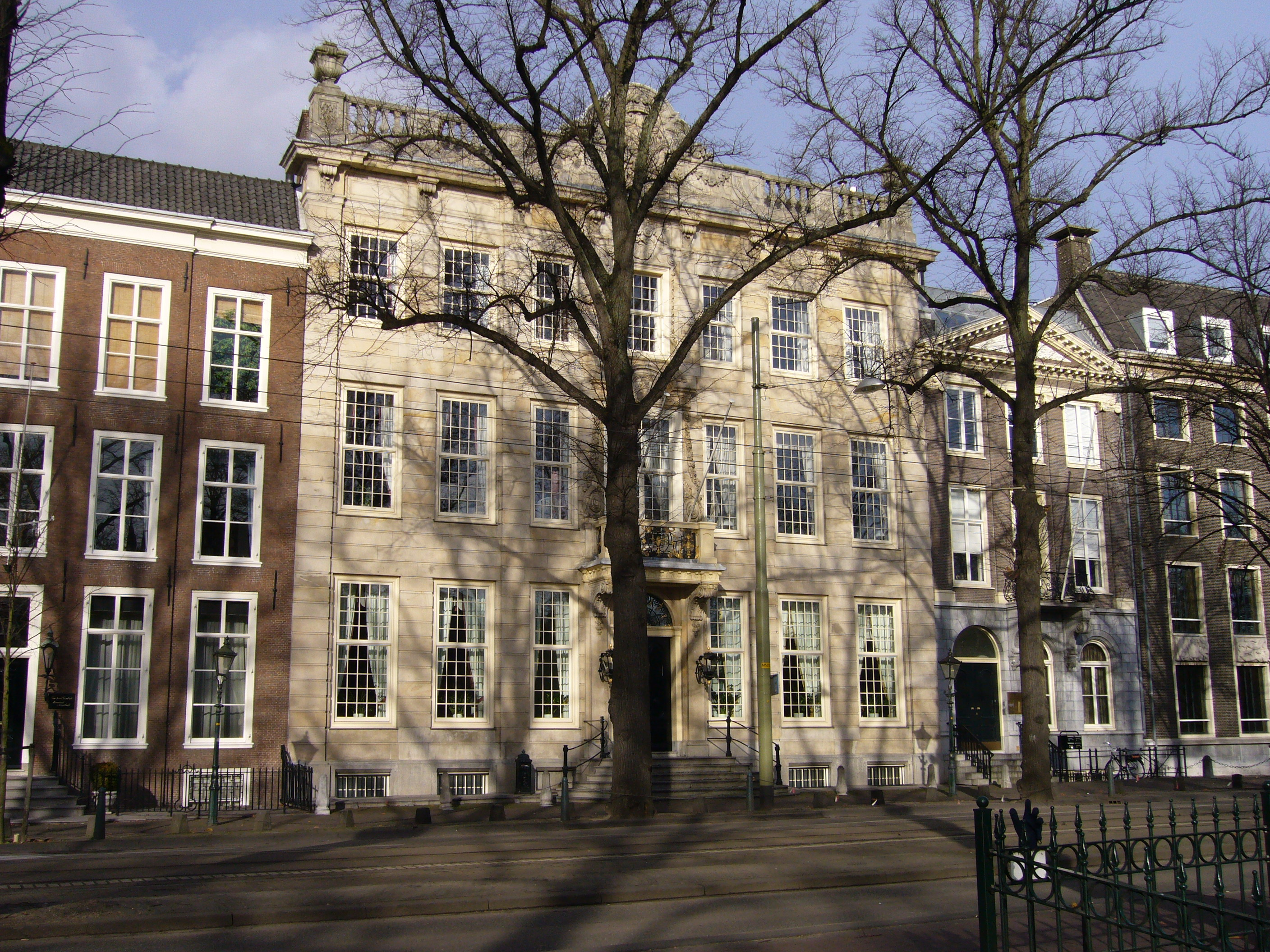
Lange Vijverberg 8: Huis Schuylenburch
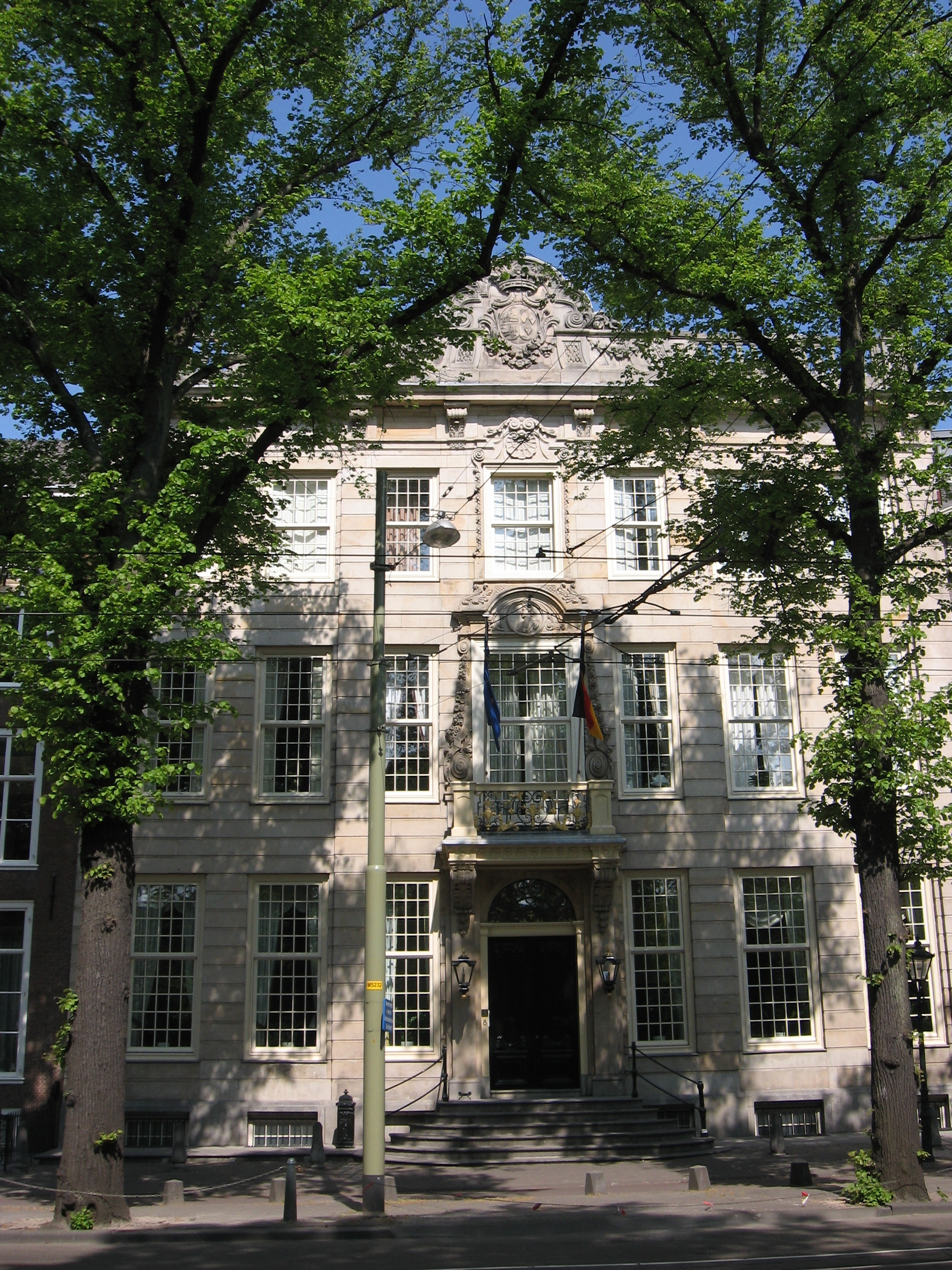
Lange Vijverberg 8: Huis Schuylenburch
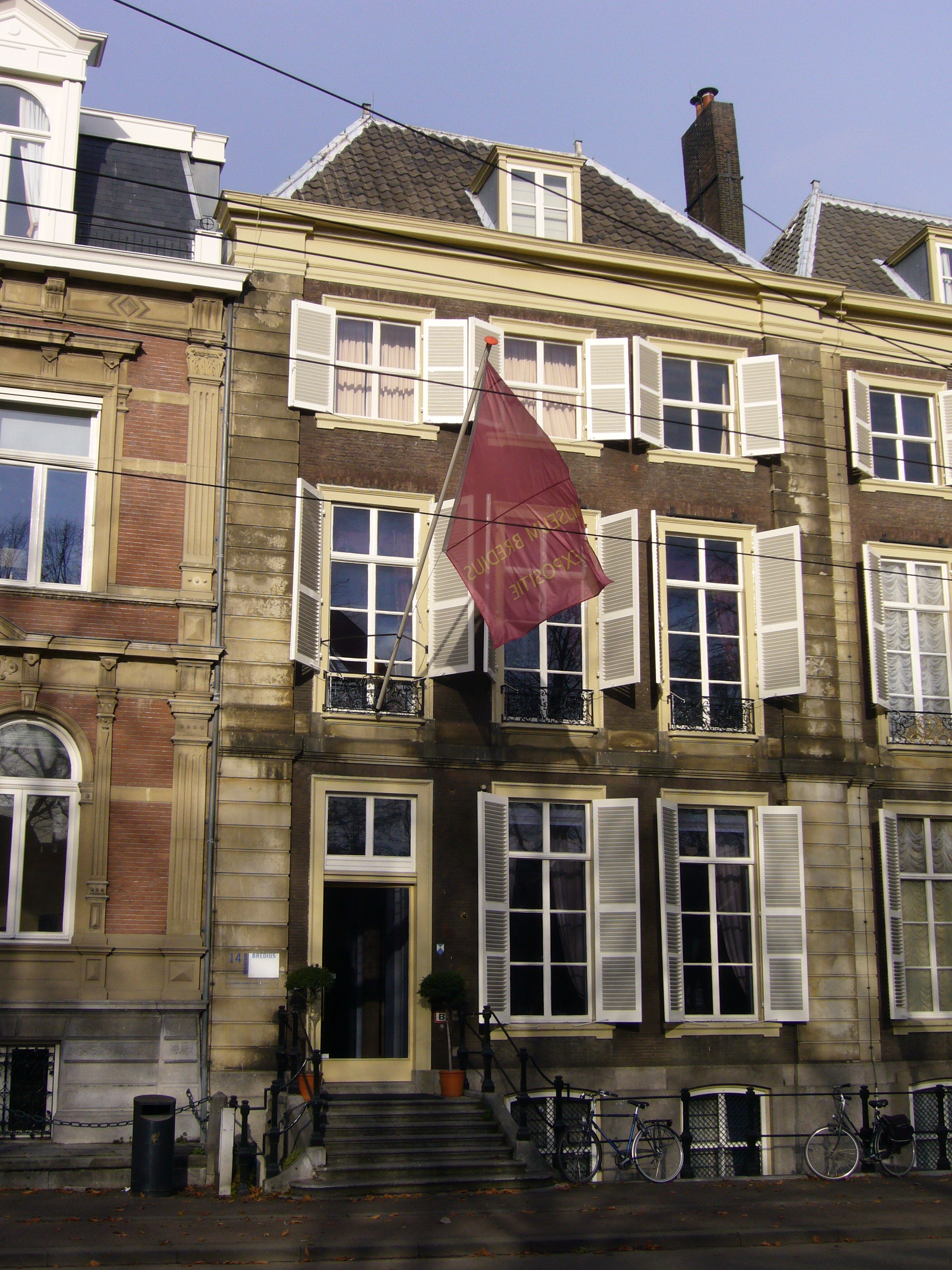
Lange Vijverberg 14: Museum Bredius
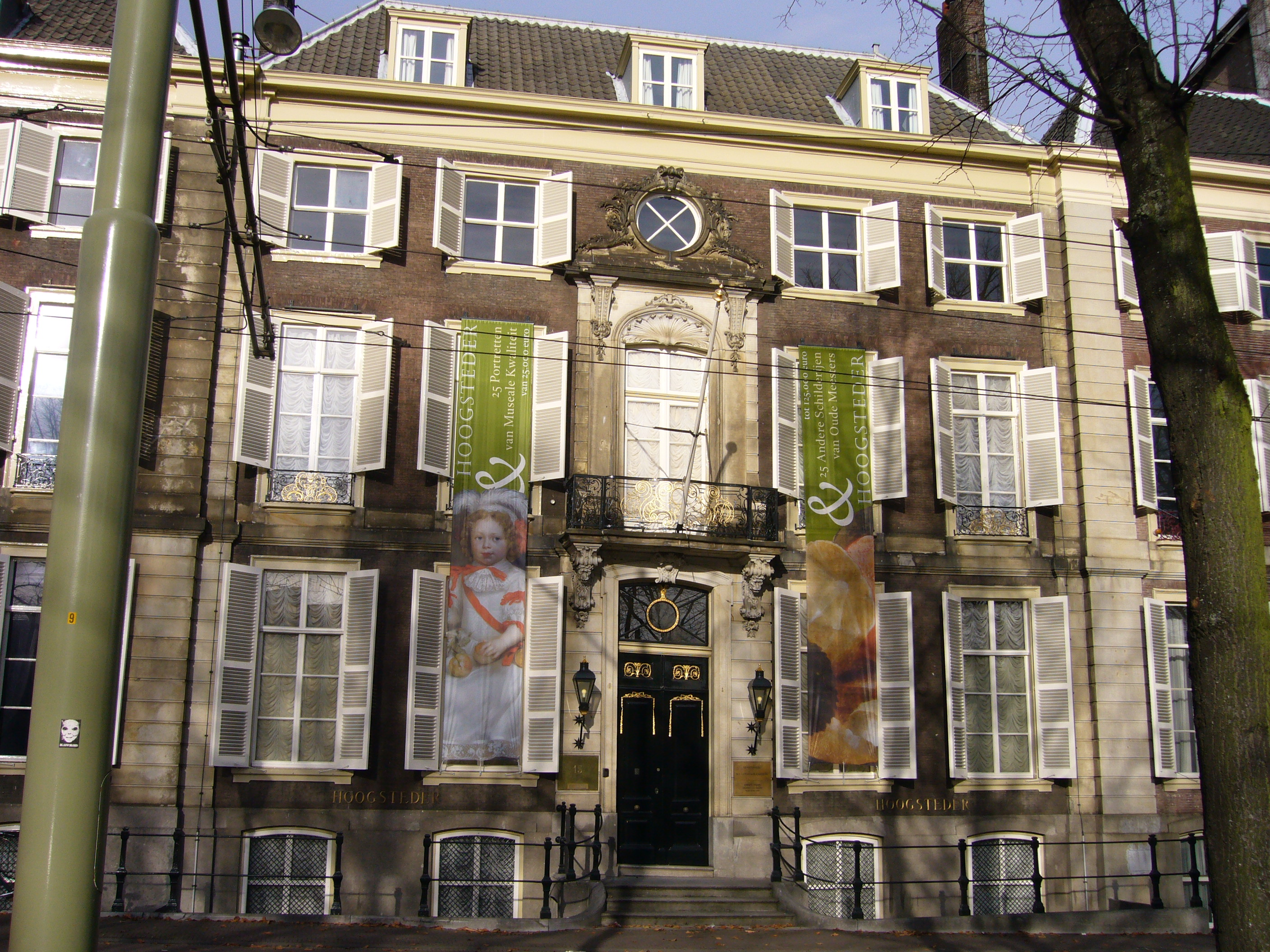
Lange Vijverberg 15: Hoogsteder & Hoogsteder
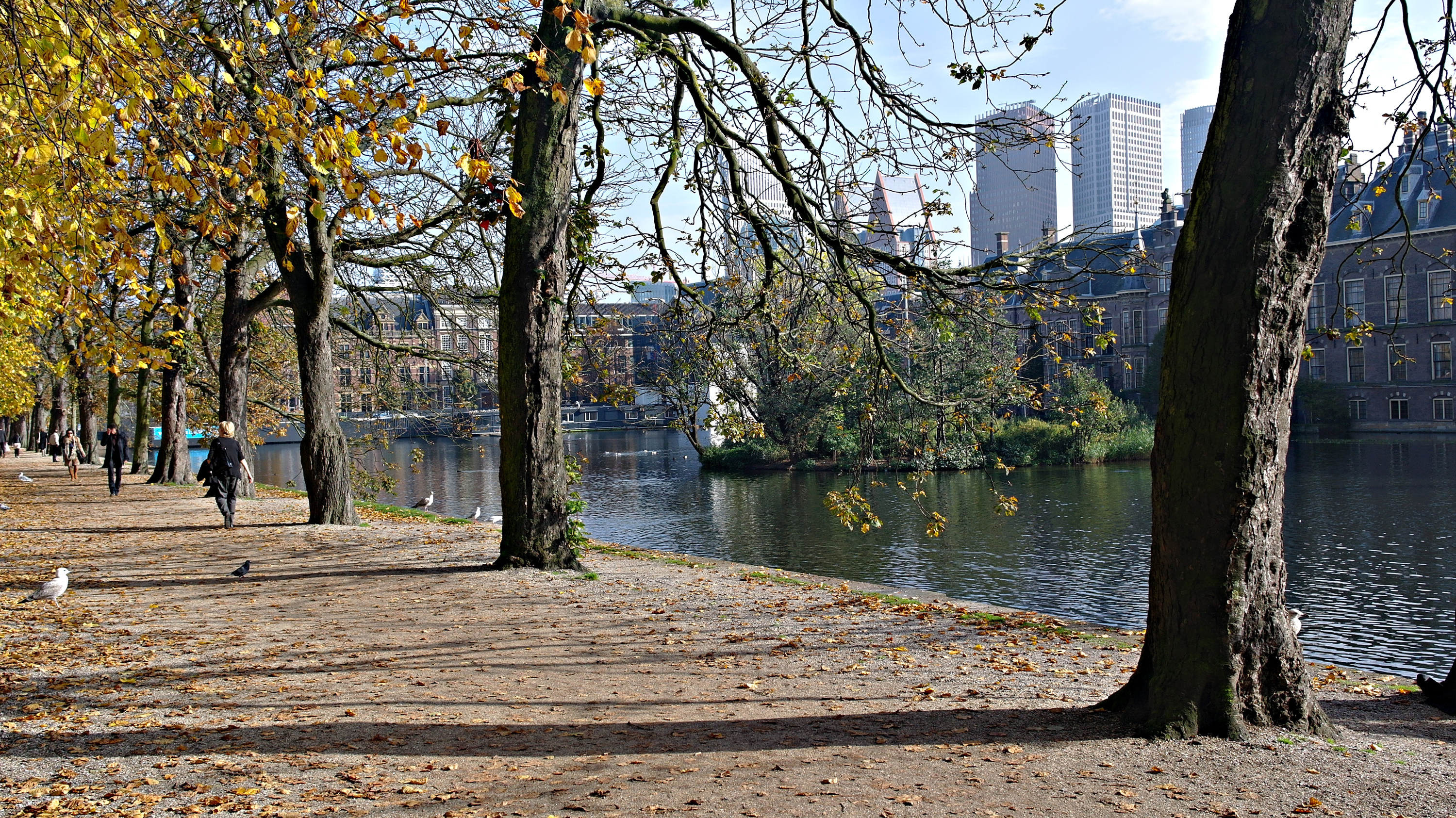
Lange Vijverberg in herfsttooi, 2012